# Amadeu VIII de Savoia
Amadeu VIII de Savoia, anomenat el Pacífic, (Chambéry, Savoia, 1383 - Ginebra, República de Ginebra, 1451) fou el comte de Savoia entre 1391 i 1416. L'any 1416 aconseguí elevar el títol del Comtat de Savoia a Ducat de Savoia, càrrec del qual abdicà el 1434.
El 1439, després de renunciar als seus càrrecs, fou nomenat papa (antipapa) amb el nom de Fèlix V pel Concili de Florència.

## Antecedents familiars
Va néixer el 4 de setembre de 1383 a la ciutat de Chambéry, capital del Comtat de Savoia, fill d'Amadeu VII de Savoia i Bonna de Berry. Era net, per línia paterna del comte Amadeu VI de Savoia i Bonna de Borbó, i per línia materna de Joan I de Berry i Joana d'Armanyac.

## Ascens al tron comtal/ducal
El 1391, a la mort del seu pare, fou nomenat comte de Savoia i va tenir la regència de la seva àvia Bonna de Borbó fins al 1393, moment en el qual fou destituïda per intrigues familiars. Amadeu VIII va intentar mantenir estables els territoris del comtat gràcies a la diplomàcia, encara que sovint hagué d'enfrontar-se amb bandes armades de mercenaris pagats pels enemics dels Savoia. A causa d'aquestes amenaces va reparar les fortificacions d'Ivrea.
És considerat com el principal fundador de l'estat de Savoia per les seves adquisicions territorials, especialment el comtat de Ginebra (un territori que no incloïa la ciutat de Ginebra però sí Annecy) i la incorporació definitiva del Piemont als seus dominis el 1418 en ser nomenat hereu i Príncep del Piemont per part del seu parent i cunyat Lluís del Piemont. El 1401, Amadeu obtingué el Comtat de Ginebra gràcies a la compra que li feu del territori a Otó de Thoire, passant a ser Amadeu V de Ginebra i iniciant una lluita amb els hereus d'Otó, que finalitzà el 1424 quan comprà tots els drets dinàstics sobre el comtat als pretendents.
El 14 de febrer de 1416, aconseguí de l'emperador Segimon I del Sacre Imperi Romanogermànic durant la seva visita a Chambéry la conversió del Comtat en Ducat.
La pau de 1426 a la Guerra de Llombardia fou infringida per Felip Maria Visconti a instàncies del rei romanogermànic. Els milanesos tingueren un èxit inicial en prendre Casalmaggiore. Niccolò Piccinino, el condottiero al servei de Felip Maria Visconti derrotà a Francesco Bussone da Carmagnola, el condottiero al servei de Venècia, al maig de 1427 a Gottolengo. Carmagnola, però, reconquistà Casalmaggiore al juliol, i això ho aprofità Orlando Pallavicino, senyor de diversos castells prop de Parma, per rebel·lar-se contra els Visconti, mentre que Amadeu de Savoia i el marqués Joan Jaume de Montferrat envaïen Llombardia per l'est. Felip Maria Visconti va fer la pau amb Amadeu de Savoia acceptant la cessió de la província de Vercelli i casar-se amb la filla gran d'Amadeu, Maria de Savoia.
Després del sotmetiment del Piemont es retirà l'any 1434, abdicant en favor del seu fill Lluís I, i inicià una vida eremita fundant l'ordre dels Cavallers de Sant Maurici.

## Núpcies i descendents
Es casà el 30 d'octubre de 1401 a la ciutat d'Arràs amb Maria de Borgonya, filla de Felip II de Borgonya i Margarida III de Flandes. D'aquesta unió nasqueren:
- Margarida de Savoia (1405-1418)
- Antoni de Savoia (1407)
- Antoni de Savoia (1408)
- Maria de Savoia (1411-1469), casada el 1427 amb el duc Felip Maria Visconti
- Amadeu de Savoia (1412-1431), Príncep del Piemont
- Lluís I de Savoia (1413-1465), duc de Savoia, casat amb Anna de Lusignan (1418-1462).
- Bonna de Savoia (1415-1430)
- Hugo de Savoia (1415-1439)
- Felip de Savoia (1417-1444), comte de Ginebra
- Margarida de Savoia (1416-1479), casada el 1432 amb Lluís III d'Anjou, el 1444 amb Lluís IV del Palatinat i el 1453 amb Ulric V de Württemberg

## Antipapa Fèlix V
El 1439 fou investit antipapa segurament a causa de les influències i conflictes existents amb el papa després del Concili de Florència en el qual part de l'església grega no acceptava la unió amb Roma, a més, el continu declivi de l'Imperi Romà d'Orient en aquella època serà el detonant per a la celebració del Concili de Basilea on el 15 de juliol de 1439 és declarat heretge el fins llavors Papa Eugeni IV i és nomenat en el seu lloc Amadeu de Savoia, el qual prengué el nom de Fèlix V.
La seva vida gairebé monàstica no es va veure molt alterada en ser investit en la catedral de Lausana davant dels pocs que reconeixen la seva autoritat, el 23 de juliol de 1440. Va prendre com a secretari Enea Silvio Piccolomini, que esdevindrà amb el temps el papa Pius II. Va estar al capdavant de l'església fins a la mort d'Eugeni IV, ocorreguda el 1449, moment en el qual abdicà del tron i reconegué la supremacia de papa Nicolau V. El 1443 Alfons el Magnànim li retirà el suport en virtut de la Pau de Terracina. Nomenat el 1444 bisbe de Ginebra, el 1449 fou nomenat cardenal i Bisbe de Sabina, càrrec que va ostentar fins a la seva mort. Ell és l'últim antipapa oficialment reconegut per l'Església Catòlica.
Amadeu morí el 7 de gener de 1451 a la ciutat de Ginebra, sent enterrat posteriorment a Ripaille. Després de les Guerres de Religió les seves restes foren traslladades a Torí.

## Honors
Gran Mestre de l'orde del Collar